# Norwegische Fußballnationalmannschaft der Frauen
Die norwegische Fußballnationalmannschaft der Frauen repräsentiert das Königreich Norwegen im internationalen Frauenfußball. Sie ist eine Auswahl des norwegischen Fußballverbands.
Die norwegische Frauenfußballnationalmannschaft gehört zu den erfolgreichsten Frauen-Fußballnationalmannschaften der Welt. Sie ist die erste Mannschaft, die Europa- und Weltmeister sowie Olympiasieger werden konnte. Sie erreichte bei sechs von neun Fußball-Weltmeisterschaften mindestens das Viertelfinale und wurde 1995 Weltmeister. Im europäischen Vergleich konnte sie ab 1987 bei jeder Fußball-Europameisterschaft bis auf 1997, 2017 und 2022 mindestens das Halbfinale erreichen, wurde 1987 und 1993 Europameister sowie viermal Zweiter.
Nach der olympischen Goldmedaille 2000 konnte die Mannschaft aber keine Titel mehr gewinnen. Die Spiele in Athen 2004 wurden verpasst und bei den Olympischen Spielen 2008 in Peking war im Viertelfinale Endstation. Beim Algarve-Cup 2009 wurden alle Gruppenspiele verloren, so dass sie in der FIFA-Weltrangliste Ende März 2009 auf den neunten Platz abrutschte. Im Juni fiel Norwegen sogar auf Platz 10 ab. Das war die bis dahin schlechteste Platzierung. Bei der Europameisterschaft in Finnland wurde in der Gruppenphase nur der 3. Platz hinter Deutschland und Frankreich erreicht, so dass man als Außenseiter in das Viertelfinalspiel gegen Schweden ging. Hier konnte sich die Mannschaft aber steigern und gewann überraschend mit 3:1. Das Halbfinale gegen Deutschland wurde dann trotz guter Leistung, insbesondere in der 1. Halbzeit, mit 1:3 verloren. Danach stieg Norwegen wieder auf Platz 7 der FIFA-Weltrangliste.
Auch bei der Weltmeisterschaft 2011 konnte Norwegen nicht überzeugen. Zwar konnten sie in einem inoffiziellen Testspiel vor der WM den Weltranglistenersten USA mit 3:1 schlagen, bei der WM reichte es aber nur zu einem 1:0-Sieg gegen den WM-Neuling Äquatorialguinea. Durch das Ausscheiden in der Vorrunde wurde auch die Teilnahme an den Olympischen Spielen 2012 verpasst.
Das schwache Abschneiden bei der WM und die Niederlage im ersten EM-Qualifikationsspiel gegen Island, führten dazu, dass Norwegen am 23. September 2011 mit Platz 12 die bis dahin schlechteste Platzierung in der FIFA-Weltrangliste einnahm. Im März 2012 fiel die Mannschaft noch einen weiteren Platz in der Rangliste, nachdem auch beim Algarve-Cup 2012 keine Leistungssteigerung erfolgte und nur Rang 7 belegt wurde. Für die EM 2013 konnte sich Norwegen erst am letzten Spieltag der Qualifikation direkt qualifizieren. Trotz letztlich erfolgreicher Qualifikation wurde Trainerin Eli Landsem entlassen und mit Even Pellerud, der Trainer unter dem Norwegen 1995 Weltmeister wurde, erneut verpflichtet. Unter Pellerud konnte die Mannschaft aber zunächst keine Leistungssteigerung zeigen. So wurden vier Vorbereitungsspiele auf die EM verloren, unter anderem erstmals gegen die Schweiz. Bei der EM konnte in der Vorrunde aber Titelverteidiger Deutschland erstmals nach 20 Jahren wieder in einem EM-Spiel besiegt und das Finale gegen Deutschland erreicht werden. Dort verloren die Norwegerinnen mit 0:1, wobei sie zwei Strafstöße nicht verwandeln konnten. Durch das Erreichen des EM-Finales konnte sich die Mannschaft aber im August in der FIFA-Weltrangliste auf Platz 10 und durch Siege in den folgenden WM-Qualifikationsspielen im Dezember auf Platz 8 verbessern, fiel danach aber wieder auf Platz 12 im Dezember 2014 zurück.
Bei der EM-Endrunde 2017 schieden die Norwegerinnen in der Vorrunde aus und blieben dabei erstmals ohne Punktgewinn und Torerfolg. Sie fielen daraufhin in der FIFA-Weltrangliste auf Platz 14 zurück, ihre bis dahin schlechteste Platzierung.

## Geschichte
Die Norwegerinnen bestritten ihr erstes Länderspiel bei der fünften Austragung der nordischen Fußballmeisterschaft der Frauen, verloren aber alle drei Spiele gegen die skandinavischen Nachbarn, die schon seit 1973 bzw. 1974 Länderspiele austragen. Auch 1979 reichte es zu keinem Sieg. Erst bei der inoffiziellen Europameisterschaft 1979 gelang gegen Nordirland der erste Sieg. Da das zweite Spiel gegen Italien aber verloren wurde, schieden die Norwegerinnen nach der Vorrunde aus. Bei den beiden folgenden nordischen Meisterschaften gelangen immerhin drei Remis in sechs Spielen. 1981 nahm BUL Oslo am „Women’s World Invitation Tournament“ in der Republik China (Taiwan) teil und belegte den vierten Platz. Einige der Spiele, die teilweise gegen andere Vereinsmannschaften ausgetragen wurden, werden von der FIFA als offizielle Länderspiele Norwegens gezählt, werden aber vom NFF nicht berücksichtigt. Für die erste Fußball-Europameisterschaft konnte sich Norwegen nicht qualifizieren, konnte aber bei der zweiten Austragung 1987 den Titel gewinnen. 1988 gewannen die Norwegerinnen das „Women’s FIFA Invitational Tournament“ in China und hatten sich damit unter den Spitzenmannschaften im Frauenfußball etabliert.

## Turnierbilanz

### Weltmeisterschaften
Norwegen gehört zu den drei europäischen Mannschaften, die an allen WM-Turnieren teilnahmen. 1995 wurden sie als erste europäische Mannschaft im Nachbarland Schweden Weltmeister, nachdem sie vier Jahre zuvor im Finale an der USA gescheitert waren. Danach wurde noch zweimal das Halbfinale erreicht. 2011 schied Norwegen erstmals in der Vorrunde einer WM aus, nachdem gegen Brasilien und Australien verloren wurde. Nur gegen WM-Neuling Äquatorialguinea gelang ein Sieg, mehr als ein Tor konnte dabei aber auch nicht erzielt werden. Durch dieses frühe Ausscheiden verschlechterte sich Norwegen wieder auf Rang 10 der FIFA-Weltrangliste.

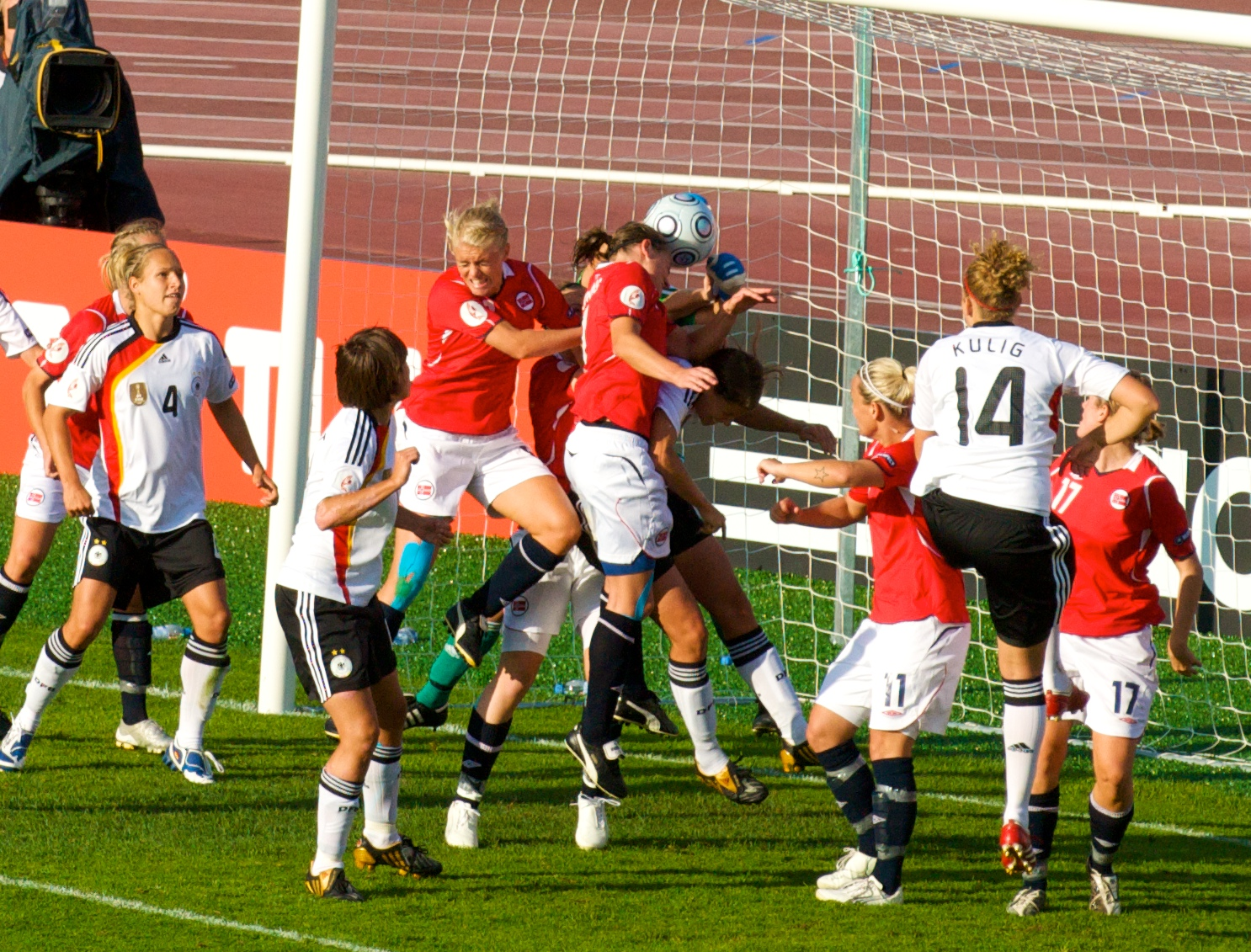
Norwegen im Spiel gegen Deutschland bei der EM 2009

| Jahr | Ergebnis      | Trainer           | Meiste Spiele                       | Meiste Tore                                     |
| ---- | ------------- | ----------------- | ----------------------------------- | ----------------------------------------------- |
| 1991 | Zweiter Platz | Even Pellerud     | 09 Spielerinnen mit 6 Spielen       | Linda Medalen (6)                               |
| 1995 | Weltmeister   | Even Pellerud     | 09 Spielerinnen mit 6 Spielen       | Ann Kristin Aarønes (6), Torschützenkönigin     |
| 1999 | Vierter Platz | Per-Mathias Høgmo | 07 Spielerinnen mit 6 Spielen       | Ann Kristin Aarønes (4)                         |
| 2003 | Viertelfinale | Åge Steen         | 11 Spielerinnen mit 6 Spielen       | Dagny Mellgren (3)                              |
| 2007 | Vierter Platz | Bjarne Berntsen   | 07 Spielerinnen mit 6 Spielen       | Ragnhild Gulbrandsen (6)                        |
| 2011 | Vorrunde      | Eli Landsem       | 08 Spielerinnen mit 3 Spielen       | Emilie Bosshard Haavi und Elise Thorsnes (je 1) |
| 2015 | Achtelfinale  | Even Pellerud     | 08 Spielerinnen mit 4 Spielen       | Ada Hegerberg (3)                               |
| 2019 | Viertelfinale | Martin Sjögren    | 11 Spielerinnen mit 5 Spielen       | Isabell Herlovsen (2)                           |
| 2023 | Achtelfinale  | Hege Riise        | 11 Spielerinnen mit 4 Spielen       | Sophie Román Haug (3)                           |
| Alle |               |                   | Bente Nordby und Hege Riise (je 22) | Ann Kristin Aarønes (10)                        |

### Europameisterschaften
| - 1984: nicht qualifiziert - 1987: Europameister - 1989: Zweiter Platz - 1991: Zweiter Platz - 1993: Europameister - 1995: Halbfinale - 1997: Vorrunde | - 2001: Halbfinale - 2005: Zweiter Platz - 2009: Halbfinale - 2013: Zweiter Platz - 2017: Vorrunde - 2022: Vorrunde - 2025: Viertelfinale |

### Olympische Spiele
Die Qualifikation erfolgte bis 2020 über die WM-Endrunde, ab 2024 über die UEFA Women’s Nations League.
| - 1996: Bronze - 2000: Gold - 2004: nicht qualifiziert - 2008: Viertelfinale | - 2012: nicht qualifiziert - 2016: nicht qualifiziert - 2020: nicht qualifiziert - 2024: nicht qualifiziert |

### Nations League
- 2023/24: Liga A2 – 3. Platz, Relegation gegen Kroatien gewonnen
- 2025: Liga A2 – 2. Platz

### Nordische Meisterschaften
- 1978: Vierter
- 1979: Vierter
- 1980: Dritter
- 1981: Vierter
- 1982: Zweiter

### Algarve-Cup
Die Nationalmannschaft nahm bis 2015 an allen Austragungen des Algarve-Cups teil, an dem bis 2015 alljährlich nahezu alle der besten Frauen-Nationalmannschaften teilnehmen. Sie gewann die erste Austragung sowie vier weitere und ist damit nach den USA die zweiterfolgreichste Mannschaft bei diesem Turnier. Der 10. Platz 2014 nach vier Niederlagen, wobei Norwegen als einzige Mannschaft kein Spiel gewinnen konnte, war bis 2017 aber die schlechteste Platzierung. 2017 reichte es dann nur zum Spiel um Platz 11. 2019 gelang nach 21 Jahren ohne Titel der fünfte Erfolg. 2020 wurde mit dem 100. Spiel der dritte Platz erreicht.
| - 1994: 1. Platz - 1995: 3. Platz - 1996: 1. Platz - 1997: 1. Platz - 1998: 1. Platz - 1999: 3. Platz - 2000: 2. Platz - 2001: 5. Platz | - 2002: 2. Platz - 2003: 3. Platz - 2004: 2. Platz - 2005: 5. Platz - 2006: 5. Platz - 2007: 5. Platz - 2008: 3. Platz - 2009: 9. Platz | - 2010: 6. Platz - 2011: 5. Platz - 2012: 07. Platz - 2013: 03. Platz - 2014: 10. Platz - 2015: 05. Platz - 2016: nicht gemeldet, da gleichzeitig die Qualifikation zu den Olympischen Spielen 2016 stattfand | - 2017: 11. Platz - 2018: 7./8. Platz (Platzierungsspiel wurde wegen Unbespielbarkeit des Platzes abgebrochen) - 2019: 1. Platz - 2020: 3. Platz - 2021: nicht ausgetragen - 2022: 3. Platz - 2023: nicht ausgetragen |

### Andere Turniere
- North America Cup 1987: 3. Platz
- Canada Cup 1990: 2. Platz
- Troia Tournament 1991: 1. Platz
- Zypern-Cup in Agia Napa 1990: 2. Platz
- Zypern-Cup in Agia Napa 1992: 2. Platz
- Zypern-Cup in Agia Napa 1993: 1. Platz
- Chiquita Cup 1994: 4. Platz
- US Cup 1995: 2. Platz
- Tri-Nations Tournament in Dänemark 1997: 1. Platz
- Vier-Nationen-Turnier in China 1998: 2. Platz
- Turnier zum 100. Geburtstag des DFB: 2. Platz
- Vier-Nationen-Turnier in China 2002: 1. Platz
- Vier-Nationen-Turnier in China 2003: 4. Platz
- Vier-Nationen-Turnier in China 2006: 4. Platz
- Vier-Nationen-Turnier in China 2013: 1. Platz
- Tournoi de France 2023: 3. Platz

## Aktueller Kader
Die Tabelle enthält die Spielerinnen, für die Endrunde der EM. Am 25. Juni wurde Guro Bergsvand verletzungsbedingt durch Marthine Østenstad ersetzt.
| Nr.                         | Spielerin                  | Geburts- datum | Debüt | Verein                   | Länder- spiele | Länder- spieltore | Letzter Einsatz |
| Tor                         | Tor                        | Tor            | Tor   | Tor                      | Tor            | Tor               | Tor             |
| --------------------------- | -------------------------- | -------------- | ----- | ------------------------ | -------------- | ----------------- | --------------- |
| 23                          | Aurora Watten Mikalsen*    | 21.03.1996     | 2022  | 1. FC Köln               | 021            | 0                 | 29.10.2024      |
| 1                           | Cecilie Fiskerstrand*      | 20.03.1996     | 2014  | AC Florenz               | 065            | 0                 | 16.07.2025      |
| 12                          | Selma Panengstuen          | 05.03.2003     | 2025  | SK Brann Kvinner         | 001            | 0                 | 26.06.2025      |
| Abwehr                      |                            |                |       |                          |                |                   |                 |
| 13                          | Thea Bjelde*               | 05.06.2000     | 2022  | Vålerenga Oslo           | 032            | 01                | 16.07.2025      |
| 04                          | Tuva Hansen*               | 04.08.1997     | 2016  | FC Bayern München        | 058            | 02                | 16.07.2025      |
| 16                          | Mathilde Hauge Harviken*   | 29.12.2001     | 2022  | Juventus Turin           | 036            | 01                | 10.07.2025      |
| 02                          | Marit Bratberg Lund*       | 07.11.1997     | 2022  | Benfica Lissabon         | 024            | 01                | 10.07.2025      |
| 06                          | Maren Mjelde*              | 06.11.1989     | 2007  | FC Everton               | 183            | 20                | 16.07.2025      |
| 03                          | Emilie Marie Aanes Woldvik | 08.01.1999     | 2020  | FC Rosengård             | 016            | 0                 | 16.07.2025      |
| 05                          | Marthine Østenstad         | 18.03.2001     | 2023  | SK Brann Kvinner         | 006            | 0                 | 10.07.2025      |
| Mittelfeld                  |                            |                |       |                          |                |                   |                 |
| 07                          | Ingrid Syrstad Engen*      | 29.04.1998     | 2018  | FC Barcelona             | 088            | 06                | 16.07.2025      |
| 22                          | Signe Gaupset              | 18.06.2005     | 2024  | SK Brann Kvinner         | 011            | 03                | 16.07.2025      |
| 15                          | Justine Kielland           | 22.11.2002     | 2024  | VfL Wolfsburg            | 008            | 0                 | 10.07.2025      |
| 18                          | Frida Maanum*              | 16.07.1999     | 2017  | Arsenal Women FC         | 095            | 23                | 16.07.2025      |
| 21                          | Lisa Naalsund              | 11.06.1995     | 2021  | Manchester United        | 030            | 01                | 16.07.2025      |
| 11                          | Guro Reiten*               | 26.07.1994     | 2014  | Chelsea FC Women         | 105            | 21                | 16.07.2025      |
| 08                          | Vilde Bøe Risa*            | 13.07.1995     | 2016  | Atlético Madrid          | 090            | 04                | 10.07.2025      |
| 19                          | Elisabeth Terland          | 28.06.2001     | 2021  | Manchester United W.F.C. | 045            | 10                | 16.07.2025      |
| Angriff                     |                            |                |       |                          |                |                   |                 |
| 10                          | Caroline Graham Hansen*    | 18.02.1995     | 2011  | FC Barcelona             | 119            | 52                | 16.07.2025      |
| 14                          | Ada Hegerberg*             | 10.07.1995     | 2011  | Olympique Lyon           | 094            | 51                | 16.07.2025      |
| 17                          | Celin Bizet Ildhusøy       | 24.10.2001     | 2021  | Manchester United W.F.C. | 031            | 07                | 10.07.2025      |
| 20                          | Synne Sofie Kinden Jensen  | 15.02.1996     | 2014  | Atlético Madrid          | 031            | 05                | 10.07.2025      |
| 09                          | Karina Sævik*              | 24.03.1996     | 2019  | Vålerenga Oslo           | 063            | 08                | 10.07.2025      |
| Anmerkungen: 1. 2. 3. 4. 5. |                            |                |       |                          |                |                   |                 |

Darüber hinaus kamen 2020, 2021 und 2022 zum Einsatz oder wurden berufen:
| Spielerin                     | Geburtsdatum | Verein                 | Länder- spiele | Länderspiel- tore | Letzter Einsatz   |
| Tor                           | Tor          | Tor                    | Tor            | Tor               | Tor               |
| ----------------------------- | ------------ | ---------------------- | -------------- | ----------------- | ----------------- |
| Oda Maria Hove Bogstad        | 24.04.1996   | SK Brann Kvinner       | 000            | 0                 | [ K 3 ]           |
| Ida Norstrøm                  | 11.06.1997   | Arna-Bjørnar           | 000            | 0                 | –                 |
| Rugile Maria Rulyte           | 07.07.2002   | Rosenborg Trondheim    | 001            | 0                 | 30.11./01.12.2021 |
| Guro Pettersen*               | 22.08.1991   | Werder Bremen          | 007            | 0                 | 18.02.2023        |
| Sunniva Skoglund              | 22.05.2002   | Stabæk Fotball         | 002            | 0                 | 15.02.2023        |
| Abwehr                        |              |                        |                |                   |                   |
| Guro Bergsvand*               | 03.03.1994   | Brighton & Hove Albion | 041            | 07                | 30.05.2025        |
| Malin Johnsen Brenn           | 13.03.1999   | FC Como Women          | 001            | 0                 | 15.02.2023        |
| Ina Gausdal                   | 21.03.1991   | Lillestrøm SK Kvinner  | 008            | 02                | 01.03.2019        |
| Synne Skinnes Hansen          | 12.08.1995   | Rosenborg Trondheim    | 027            | 0                 | 29.06.2022        |
| Stine Hovland                 | 31.01.1991   | Arna-Bjørnar           | 007            | 0                 | 02.06.2019        |
| Sara Iren Lindbak Hørte*      | 24.11.2000   | Rosenborg Trondheim    | 004            | 01                | 18.02.2023        |
| Cecilie Redisch Kvamme        | 11.09.1995   | SK Brann Kvinner       | 005            | 0                 | 13.04.2021        |
| Kristine Bjørdal Leine        | 06.08.1996   | Rosenborg Trondheim    | 012            | 0                 | 07.10.2022        |
| Kristine Minde                | 08.08.1992   | Rosenborg Trondheim    | 108            | 09                | 22.09.2020        |
| Malin Skulstad Sunde          | 15.07.2000   | Vålerenga Oslo         | 000            | 0                 | –                 |
| Thea Helene Gammelgaard Sørbo | 2003         | Hammarby IF            | 001            | 0                 | 18.02.2023        |
| Ingrid Moe Wold               | 29.01.1990   | Everton Ladies FC      | 078            | 03                | 15.06.2021        |
| Maria Olsvik                  | 23.09.1994   | Rosenborg Trondheim    | 000            | 0                 | –                 |
| Stine Pettersen Reinås        | 15.07.1994   | Stabæk Fotball         | 008            | 01                | 02.03.2018        |
| Anja Sønstevold*              | 21.06.1992   | Inter Mailand          | 031            | 01                | 30.07.2023        |
| Maria Thorisdottir            | 05.06.1993   | Brighton & Hove Albion | 071            | 03                | 16.07.2024        |
| Mittelfeld                    |              |                        |                |                   |                   |
| Cesilie Andreassen            | 13.10.1996   | Rosenborg Trondheim    | 003            | 01                | 26.09.2023        |
| Amalie Vevle Eikeland*        | 26.08.1995   | SK Brann Kvinner       | 047            | 03                | 26.09.2023        |
| Emilie Bragstad               | 16.12.2001   | FC Bayern München      | 001            | 0                 | 16.09.2021        |
| Emma Stølen Godø              | 31.05.2000   | Lillestrøm SK Kvinner  | 002            | 0                 | 18.02.2023        |
| Emilie Haavi*                 | 16.06.1992   | AS Rom                 | 103            | 16                | 09.04.2024        |
| Emilie Marie Joramo           | 13.01.2001   | Hammarby IF            | 003            | 0                 | 18.02.2023        |
| Emilie Nautnes                | 13.01.1999   | Rosenborg Trondheim    | 009            | 01                | 21.02.2023        |
| Noor Hoelsbrekken Eckhoff     | 06.12.1999   | Eskilstuna United      | 000            | 0                 |                   |
| Vilde Hasund                  | 27.06.1997   | Hammarby IF            | 004            | 01                | 07.04.2022        |
| Heidi Elisabeth Ellingsen     | 28.07.1998   | Linköpings FC          | 005            | 0                 | 21.09.2021        |
| Nora Eide Lie                 | 22.04.1997   | IL Sandviken           | 000            | 0                 | –                 |
| Rikke Bogetveit Nygård        | 22.05.2000   | IL Sandviken           | 02             | 0                 | 04.03.2020        |
| Therese Sessy Åsland          | 26.08.1995   | IL Sandviken           | 006            | 01                | 02.06.2019        |
| Olaug Tvedten                 | 20.07.2000   | Vålerenga Oslo         | 001            | 0                 | 03.12.2024        |
| Angriff                       |              |                        |                |                   |                   |
| Julie Blakstad*               | 27.08.2001   | Manchester City        | 030            | 03                | 20.07.2023        |
| Johanne Fridlund              | 24.07.1996   | Lazio Rom              | 000            | 0                 |                   |
| Sophie Román Haug*            | 04.06.1999   | FC Liverpool           | 024            | 12                | 04.04.2025        |
| Anna Langås Jøsendal*         | 29.04.2001   | Rosenborg Trondheim    | 009            | 0                 | 30.07.2023        |
| Cathinka Friis Tandberg       | 18.06.2004   | Hammarby IF            | 006            | 0                 | 08.04.2025        |
| Elise Thorsnes*               | 14.08.1988   | Vålerenga Oslo         | 130            | 21                | 23.02.2022        |
| Lisa-Marie Utland             | 19.09.1992   | Rosenborg Trondheim    | 065            | 26                | 30.11./01.12.2021 |
| Mimmi Löfwenius Veum          | 16.02.1994   | Vålerenga Oslo         | 002            | 0                 | 31.10.2023        |
| Anmerkungen: 1. 2. 3. 4. 5.   |              |                        |                |                   |                   |

## Bisherige Trainer
| Zeitraum  | Name                                | Anzahl | Siege | Remis | Niederlagen | Torverhältnis | Quote |
| --------- | ----------------------------------- | ------ | ----- | ----- | ----------- | ------------- | ----- |
| 1978–1982 | Per Pettersen                       | 024    | 06    | 07    | 11          | 031:033       | 1.04  |
| 1983–1989 | Erling Hokstad                      | 012    | 06    | 04    | 02          | 020:015       | 1.83  |
| 1987–1989 | Erling Hokstad/Dag Steinar Vestlund | 029    | 19    | 03    | 07          | 067:029       | 2.07  |
| 1989–1996 | Even Pellerud                       | 104    | 75    | 12    | 17          | 300:102       | 2.28  |
| 1997–2000 | Per-Mathias Høgmo                   | 064    | 44    | 11    | 09          | 151:050       | 2.23  |
| 2000–2004 | Åge Steen                           | 059    | 35    | 11    | 13          | 140:066       | 1.97  |
| 2005–2009 | Bjarne Berntsen                     | 076    | 36    | 11    | 29          | 119:099       | 1.57  |
| 2009–2012 | Eli Landsem                         | 049    | 22    | 06    | 15          | 102:046       | 1.47  |
| 2013–2015 | Even Pellerud                       | 046    | 22    | 09    | 15          | 090:047       | 1.63  |
| 2015–2016 | Roger Finjord                       | 014    | 10    | 01    | 03          | 044:007       | 2.21  |
| 2016      | Leif Gunnar Smerud (interim)        | 002    | 0     | 02    | 0           | 001:001       | 1     |
| 2017–2022 | Martin Sjögren                      | 069    | 42    | 04    | 23          | 165:083       | 1.88  |
| 2022–2023 | Hege Riise                          | 012    | 04    | 03    | 05          | 017:017       | 1.25  |
| 2023      | Leif Gunnar Smerud (interim)        | 006    | 01    | 02    | 03          | 009:008       | 0.83  |
| 2024–     | Gemma Grainger                      | 018    | 09    | 06    | 03          | 040:009       | 1.83  |

Stand: 3. Juni 2025

## Rekordspielerinnen

### Meiste Spiele
Gunn Nyborg spielte vom ersten Spiel der Norwegerinnen in allen Spielen bis zu ihrem 110. Spiel und war weltweit die erste Spielerin, von der bekannt ist, dass sie 100 Länderspiele bestritt.
| Spiele | Name                     | Zeitraum  | Rekordspielerin                                                                                |
| ------ | ------------------------ | --------- | ---------------------------------------------------------------------------------------------- |
| 188    | Hege Riise               | 1990–2004 | seit 8. September 2001                                                                         |
| 183    | Solveig Gulbrandsen      | 1998–2015 |                                                                                                |
| 183    | Maren Mjelde             | 2007–2025 |                                                                                                |
| 172    | Bente Nordby             | 1991–2007 |                                                                                                |
| 162    | Trine Rønning            | 1999–2016 |                                                                                                |
| 152    | Linda Medalen            | 1987–1999 | 23. Oktober 1999 bis 8. September 2001                                                         |
| 151    | Heidi Støre              | 1980–1997 | 18. März 1994 bis 23. Oktober 1999                                                             |
| 144    | Ingvild Stensland        | 2003–2016 |                                                                                                |
| 138    | Ingrid Hjelmseth         | 2003–2019 |                                                                                                |
| 134    | Unni Lehn                | 1996–2007 |                                                                                                |
| 133    | Isabell Herlovsen        | 2005–2019 |                                                                                                |
| 130    | Elise Thorsnes           | seit 2006 |                                                                                                |
| 120    | Brit Sandaune            | 1995–2003 |                                                                                                |
| 119    | Caroline Graham Hansen   | seit 2011 |                                                                                                |
| 111    | Ann Kristin Aarønes      | 1990–1999 |                                                                                                |
| 110    | Gunn Nyborg              | 1978–1992 | bis 1. März 1988 mit weniger werdenden anderen Spielerinnen, dann allein bis zum 18. März 1994 |
| 108    | Kristine Minde           | 2011–2020 |                                                                                                |
| 107    | Ane Stangeland Horpestad | 1999–2008 |                                                                                                |
| 105    | Gro Espeseth             | 1991–2000 |                                                                                                |
| 105    | Guro Reiten              | seit 2014 |                                                                                                |
| 103    | Emilie Bosshard Haavi    | 2010–2024 |                                                                                                |

Stand: 16. Juli 2025
Quelle: fotball.no: Adelskalender

### Meiste Tore
Isabell Herlovsen löste am 8. Oktober mit ihrem 67. Länderspieltor die langjährige Rekordtorschützin Marianne Pettersen ab.
| Tore | Name                     | Zeitraum         |
| ---- | ------------------------ | ---------------- |
| 67   | Isabell Herlovsen        | 2005–2019        |
| 66   | Marianne Pettersen       | 1994–2003        |
| 64   | Linda Medalen            | 1987–1999        |
| 60   | Ann Kristin Aarønes      | 1990–1999        |
| 58   | Hege Riise               | 1990–2004        |
| 55   | Solveig Gulbrandsen      | 1998–2015        |
| 51   | Caroline Graham Hansen   | seit 2011        |
| 51   | Ada Hegerberg            | 2011–2017, 2022– |
| 49   | Dagny Mellgren           | 1999–2005        |
| 30   | Ragnhild Gulbrandsen     | 1997–2007        |
| 26   | Lisa-Marie Utland        | 2015–2021        |
| 24   | Unni Lehn                | 1996–2007        |
| 23   | Birthe Hegstad           | 1987–1995        |
| 22   | Trine Rønning            | 1999–2016        |
| 22   | Heidi Støre              | 1980–1997        |
| 21   | Frida Leonhardsen Maanum | seit 2017        |
| 21   | Guro Reiten              | seit 2014        |
| 21   | Elise Thorsnes           | seit 2006        |
| 20   | Maren Mjelde             | 2007–2025        |
| 20   | Gunn Nyborg              | 1978–1992        |

## Spiele gegen Nationalmannschaften deutschsprachiger Länder
Alle Ergebnisse aus norwegischer Sicht.

### Deutschland
Norwegen ist der Gegner, gegen den die deutsche Fußballnationalmannschaft der Frauen die meisten Länderspiele bestritten hat. Bis zur Europameisterschaft 2009 war die Bilanz ausgeglichen, dann verlor Norwegen zunächst das 1. Gruppenspiel mit 0:4, wobei drei Tore erst in der Nachspielzeit fielen und dann auch das Halbfinale mit 1:3, in dem die Norwegerinnen bereits nach 10 Minuten mit 1:0 in Führung gehen konnten, in der 59. und 61. Minute dann aber 2 Gegentreffer hinnehmen mussten und als sie in der Schlussminute auf den Ausgleich drängten noch das 1:3 kassierten. Im letzten Gruppenspiel bei der EM 2013 konnte Norwegen erstmals wieder gegen Deutschland gewinnen, wodurch die deutsche Mannschaft nach 20 Jahren wieder ein Spiel bei einer EM-Endrunde verlor. Im Finale, das Deutschland dann wie die drei vorherigen EM-Finalspiele gewann, trafen beide erneut aufeinander. Der deutschen Mannschaft gelangen nach dem verlorenen Gruppenspiel gegen Norwegen 10 Spiele ohne Gegentor. Am 10. März 2014 beendete Norwegen diese Serie durch ein Elfmetertor in der 2. Spielminute des letzten Gruppenspiels beim Algarve-Cup 2014, verlor das Spiel aber anschließend mit 1:3.
| Datum              | Ort                        | Ergebnis  | Anlass                         |
| ------------------ | -------------------------- | --------- | ------------------------------ |
| 2. Mai 1984        | Helmstedt                  | 4:1       |                                |
| 7. September 1985  | Lüneburg                   | 3:2       | EM-Qualifikation               |
| 19. Mai 1986       | Oslo                       | 0:0       | EM-Qualifikation               |
| 2. Juli 1989       | Osnabrück                  | 1:4       | EM-Finale                      |
| 14. Juli 1991      | Aalborg                    | 1:3 n. V. | EM-Finale                      |
| 25. September 1993 | Rhade                      | 1:3       |                                |
| 2. August 1994     | Oakford                    | 3:6       | Turnier in den USA             |
| 18. Juni 1995      | Stockholm                  | 2:0       | WM-Finale                      |
| 2. Mai 1996        | Jena                       | 3:1       | EM-Qualifikation               |
| 6. Juni 1996       | Trondheim                  | 0:0       | EM-Qualifikation               |
| 23. Juli 1996      | Washington, D. C.          | 3:2       | Qlympia-Vorrunde               |
| 28. Mai 1997       | Kopenhagen                 | 3:0       | Turnier in Dänemark            |
| 3. Juli 1997       | Moss                       | 0:0       | EM-Vorrunde                    |
| 6. November 1997   | Bayreuth                   | 0:1       | WM-Qualifikation               |
| 17. Juni 1998      | Ulefoss                    | 3:2       | WM-Qualifikation               |
| 19. Juli 2000      | Göttingen                  | 4:1       | DFB-Jubiläumsturnier           |
| 24. September 2000 | Sydney                     | 1:0       | Olympiahalbfinale              |
| 4. Juli 2001       | Ulm                        | 0:1       | EM-Halbfinale                  |
| 27. Juni 2002      | Guangzhou                  | 1:3       | Turnier in China               |
| 14. September 2002 | Grimstad                   | 1:3       |                                |
| 26. Januar 2003    | Wuhan                      | 2:2       | Turnier in China               |
| 21. Juli 2004      | Hoffenheim                 | 1:0       |                                |
| 11. März 2005      | Silves                     | 0:4       | Algarve-Cup                    |
| 6. Juni 2005       | Warrington                 | 0:1       | EM-Vorrunde                    |
| 19. Juni 2005      | Blackburn                  | 1:3       | EM-Finale                      |
| 13. März 2006      | Faro                       | 0:1       | Algarve-Cup                    |
| 7. März 2007       | Faro                       | 2:1       | Algarve-Cup                    |
| 30. August 2007    | Mainz                      | 2:2       |                                |
| 26. September 2007 | Tianjin                    | 0:3       | WM-Halbfinale                  |
| 12. März 2008      | Vila Real de Santo António | 2:0       | Algarve-Cup (Spiel um Platz 3) |
| 23. Juli 2008      | Sandefjord                 | 2:0       |                                |
| 24. August 2009    | Tampere                    | 0:4       | EM-Vorrunde                    |
| 7. September 2009  | Helsinki                   | 1:3       | EM-Halbfinale                  |
| 16. Juni 2011      | Mainz                      | 0:3       |                                |
| 11. März 2013      | Lagos                      | 0:2       | Algarve-Cup 2013               |
| 17. Juli 2013      | Kalmar                     | 1:0       | EM-Vorrunde                    |
| 28. Juli 2013      | Solna                      | 0:1       | EM-Finale                      |
| 10. März 2014      | Albufeira                  | 1:3       | Algarve-Cup 2014               |
| 11. Juni 2015      | Ottawa                     | 1:1       | WM-Vorrunde                    |
| 29. November 2016  | Chemnitz                   | 1:1       |                                |
| 7. März 2020       | Lagos                      | 0:4       | Algarve-Cup 2020               |
| 13. April 2021     | Wiesbaden                  | 2:4       |                                |

### Schweiz
| Datum              | Ort        | Ergebnis | Anlass               |
| ------------------ | ---------- | -------- | -------------------- |
| 3. Mai 1981        | Moss       | 3:0      |                      |
| 1. Oktober 1984    | Delémont   | 2:0      |                      |
| 5. August 1986     | Daenikon   | 8:0      |                      |
| 1. September 1991  | Suhr       | 10:0     | EM-Qualifikation     |
| 1. Mai 1992        | Geithus    | 6:0      | EM-Qualifikation     |
| 11. September 1999 | Bergen     | 4:0      | EM-Qualifikation     |
| 24. Juni 2000      | Interlaken | 1:0      | EM-Qualifikation     |
| 6. April 2013      | Nyon       | 1:3      |                      |
| 9. März 2015       | Albufeira  | 2:2      | Algarve-Cup 2015     |
| 9. März 2016       | Rotterdam  | 1:2      | Olympiaqualifikation |
| 25. Juli 2023      | Hamilton   | 0:0      | WM-Gruppenspiel      |
| 25. Februar 2025   | Stavanger  | 2:1      | Nations League       |
| 3. Juni 2025       | Sion       | -:-      | Nations League       |
| 2. Juli 2025       | Basel      | -:-      | EM-Gruppenspiel      |

### Österreich
| Datum              | Ort               | Ergebnis | Anlass           |
| ------------------ | ----------------- | -------- | ---------------- |
| 21. Juni 2007      | Lilleström        | 3:0      | EM-Qualifikation |
| 21. Juni 2008      | Amstetten         | 4:0      | EM-Qualifikation |
| 11. März 2009      | Loulé             | 2:0      | Algarve-Cup      |
| 10. April 2016     | Steyr             | 1:0      | EM-Qualifikation |
| 2. Juni 2016       | Oslo              | 2:2      | EM-Qualifikation |
| 15. Juli 2022      | Brighton and Hove | 0:1      | EM-Gruppenspiel  |
| 22. September 2023 | Oslo              | 1:1      | Nations League   |
| 5. Dezember 2023   | St. Pölten        | 1:2      | Nations League   |